# Panthrakikos
El Panthrakikos FC es un club de fútbol de Komotini, Grecia. Fue fundado en 1963. Ascendieron a la Super Liga de Grecia en la temporada 2011-12.

## Historia
Panthrakikos es un club de la región de Tracia fundado en 1963. El club jugó en la Beta Ethniki (2ª división) durante los años setenta y ochenta. 
Entonces, el equipo se enfrentó a un gran descenso: en 1990, el Panthrakikos acabó relegado a la cuarta división. Las cosas estaban a punto de ir aún peor, ya que el club tocó fondo al llegar a jugar en la liga local de 1999 a 2003. Fue entonces cuando llegó al club un empresario local, que mejoró notablemente las cuantías presupuestarias, haciendo que el Panthrakikos ascendiera a la segunda división al final de la temporada 2005-06, en un plazo de tres años. El equipo luchó para ascender en la primera temporada, pero en 2008 llegaron nuevos jugadores y tras una campaña muy difícil, el Panthrakikos finalizó 3º y ascendió a la Super Liga de Grecia. El belga Emilio Ferrera fue designado como entrenador en el verano de 2008.